# Robert Lindenbaum
Robert Lindenbaum (* 5. Januar 1898 in Komotau, Böhmen; † 24. September 1979 in Bayreuth) war ein sudetendeutscher Schriftsteller.

## Leben
Robert Lindenbaums Vater stammte aus der Steiermark, seine Mutter aus dem Komotauer Vorland. Er selbst besuchte Schulen in Komotau und Brüx und wurde dann Kaufmann.
Über Prag und Leipzig zog er nach Zieditz, da er von 1935 bis 1945 kaufmännischer Leiter einer der größten Kohlen-Bergbau-Gesellschaften des Egerlands in Falkenau an der Eger war. In dieser Zeit entstanden auch seine ersten Romane und Dichtungen, die sich vor allem mit dem Leben der Bergarbeiter und Bauern in seiner Egerländer Wahlheimat befassten und den Stil seines Vorbildes Knut Hamsun wiedergeben.
Im April 1935 wurde Lindenbaum Mitglied der SdP. Am 3. Januar 1939 beantragte er die Aufnahme in die NSDAP und wurde rückwirkend zum 1. November 1938 aufgenommen (Mitgliedsnummer 6.773.285). Er war für das Propagandaamt der Partei tätig.
Nach Kriegsende befand er sich bis zu seiner Flucht 1948 in sowjetischer Kriegsgefangenschaft in der Tschechoslowakei. Nach zwei Jahren in Arzberg ließ er sich 1950 in Bayreuth nieder und widmete sich vorwiegend nur noch dem Schreiben.
Lindenbaum verstarb im Altenheim im Bayreuther Stadtteil Laineck. Sein Grab befand sich auf dem Friedhof im Stadtteil St. Georgen und wurde bereits aufgelöst.

## Auszeichnungen
- 1933: Preis der Kaňka-Stiftung
- 1939: Sudetendeutscher Schrifttumspreis des Deutschen Kulturverbandes
- 1940: Gaukulturpreis des Reichsgaus Sudetenland
- 1960: Nordgau-Kulturpreis der Stadt Amberg in der Kategorie „Dichtung“
- 1963: Sudetendeutscher Förderpreis
- 1978: Kulturpreis der Stadt Bayreuth